# 南大隅郡
南大隅郡（日语：／ Minamiōsumi gun */?）是過去位于日本鹿兒島縣的一個郡，在1887年從大隅郡分割而出；已於1897年4月1日併入肝屬郡。
合併前的轄區包括：
- 垂水村（現已併入垂水市）
- 牛根村（現已併入垂水市）
- 大根占村（現已併入錦江町）
- 田代村（現已併入錦江町）
- 小根占村（現已併入南大隅町）
- 佐多村（現已併入南大隅町）